# FC Swarovski Tirol
FC Swarovski Tirol war ein österreichischer Fußballclub aus der Tiroler Landeshauptstadt Innsbruck, der von 1986 bis zu seiner Auflösung 1992 existierte. Er wurde vom Bundesligisten FC Wacker Innsbruck als eigener Verein abgespalten.

## Geschichte
| 1986–1992                     | 1986–1992                     | 1986–1992                     | 1986–1992                     | 1986–1992                     | 1986–1992                     | 1986–1992                     | 1986–1992                     |
| Saison                        | Platz (Teiln.)                | Sp                            | S                             | U                             | N                             | Tore                          | Pkt.                          |
| 1. Division / Meister-Playoff | 1. Division / Meister-Playoff | 1. Division / Meister-Playoff | 1. Division / Meister-Playoff | 1. Division / Meister-Playoff | 1. Division / Meister-Playoff | 1. Division / Meister-Playoff | 1. Division / Meister-Playoff |
| ----------------------------- | ----------------------------- | ----------------------------- | ----------------------------- | ----------------------------- | ----------------------------- | ----------------------------- | ----------------------------- |
| 1986/87                       | 3. (12)                       | 22                            | 13                            | 04                            | 05                            | 50:31                         | 30                            |
| 1986/87                       | 03. (8)                       | 36                            | 20                            | 05                            | 11                            | 78:57                         | 45                            |
| 1987/88                       | 5 (12)                        | 22                            | 08                            | 09                            | 05                            | 34:30                         | 25                            |
| 1987/88                       | 3. (8)                        | 36                            | 11                            | 15                            | 10                            | 47:49                         | 37                            |
| 1988/89                       | 1. (12)                       | 22                            | 15                            | 03                            | 04                            | 50:25                         | 33 (17)                       |
| 1988/89                       | 1. (8)                        | 36                            | 24                            | 07                            | 05                            | 78:38                         | 39                            |
| 1989/90                       | 1. (12)                       | 22                            | 13                            | 08                            | 01                            | 44:21                         | 34 (17)                       |
| 1989/90                       | 1. (8)                        | 36                            | 23                            | 09                            | 04                            | 78:37                         | 38                            |
| 1990/91                       | 2. (12)                       | 22                            | 13                            | 06                            | 03                            | 43:18                         | 32 (16)                       |
| 1990/91                       | 2. (8)                        | 36                            | 21                            | 09                            | 06                            | 78:35                         | 35                            |
| 1991/92                       | 3. (12)                       | 22                            | 12                            | 05                            | 05                            | 48:34                         | 29 (15)                       |
| 1991/92                       | 3. (8)                        | 36                            | 21                            | 05                            | 10                            | 69:49                         | 33                            |
| Legende                       |                               |                               |                               |                               |                               |                               |                               |
|                               | Meister                       |                               |                               |                               |                               |                               |                               |

Der FC Swarovski übernahm nach seiner Gründung durch Gernot Langes-Swarovski im Sommer 1986 die Bundesligalizenz des FC Wacker Innsbruck und in großen Zügen dessen Mannschaft – Wacker musste dadurch ins Tiroler Unterhaus absteigen. Als offizielles Gründungsdatum wurde das Jahr 1986 angeführt, die Vereinsfarben wurden mit blau-weiß festgelegt. Das Logo des Vereins wurde in diesen Farben gehalten und hatte keinen Bezug zum FC Wacker oder der Stadt Innsbruck. In der Saison 1986/87 sorgte die Swarovski-Truppe unter Trainer Felix Latzke für erste Furore im UEFA-Pokal und scheiterte nach Siegen gegen mehrere europäische Spitzenklubs erst im Semifinale beim späteren Sieger IFK Göteborg. Der Weg ins Halbfinale führte über ZSKA Sofia mit 3:2 (3:0, 0:2), Standard Lüttich mit 4:4 (2:1, 2:3) dank der Auswärtstorregel, Spartak Moskau mit 2:1 (0:1, 2:0), Torino Calcio mit 2:1 (0:0, 2:1) und endete schließlich mit 1:5 (1:4, 0:1) gegen Göteborg.
Im Herbst 1987 wurde Ernst Happel als Trainer engagiert. Mit ihm feierte der Verein die Meistertitel von 1989 und 1990, wobei mit dem Cupsieg 1989 auch das Double erobert wurde. Im Winter 1991/92 trat Happel den Posten als Teamchef der österreichischen Nationalmannschaft an. Sein Nachfolger bei Tirol wurde für eine Saison der bisherige Co-Trainer Horst Hrubesch. 1992 wurde der Meistertitel nur aufgrund des schlechteren Torverhältnisses gegenüber der Wiener Austria verfehlt. Nachdem die internationalen Erfolge ausgeblieben waren, wurde der FC Swarovski Tirol am Ende der Saison 1991/92 aufgelöst und die frei gewordene Bundesligalizenz an den FC Wacker Innsbruck zurückgegeben.
Präsident
- 1979–1987: Oberst Rudolf Sams
- 1987–1992: Gernot Langes-Swarovski

 Trainer
- 1986–1987: Felix Latzke
- 1987–1991: Ernst Happel
- 1992: Horst Hrubesch

Spieler
| Tor                                                                              | Verteidigung | Mittelfeld | Angriff                                                                                                   |
| -------------------------------------------------------------------------------- | --- | --- | --- |
| 1986–1988: Tomislav Ivković 1988–1990: Klaus Lindenberger 1991–1992: Milan Oraze | 1986–1989: Ivica Kalinić 1986–1987: Robert Auer 1986–1988: Rudolf Strobl 1986–1992: Michael Streiter 1987–1990: Bruno Pezzey 1987–1992: Robert Wazinger 1987–1992: Heinz Peischl 1988–1992: Michael Baur 1990–1992: Kurt Russ | 1986/87: Arnold Koreimann 1986–1988: Robert Idl 1986–1988: Andreas Spielmann 1986–1988: Rudolf Steinbauer 1986–1992: Manfred Linzmaier 1987–1990: Hansi Müller 1987–1992: Alfred Hörtnagl 1989–1991: Néstor Gorosito 1989–1991: Thomas Winklhofer 1990–1992: Roland Kirchler | 1986–1990: Peter Pacult 1986/87: Alfred Roscher 1988–1992: Christoph Westerthaler 1989–1991: Václav Daněk |

## Titel und Erfolge
- 1 × UEFA-Cup-Semifinalist: 1987
- 7 × Österreichischer Meister: 1971, 1972, 1973, 1975, 1977, 1989, 1990
- 1 × Österreichischer Vizemeister: 1991
- 6 × Österreichischer Cupsieger: 1970, 1973, 1975, 1978, 1979, 1989
- 2 × Österreichischer Cupfinalist: 1987, 1988
- 3 × Supercupfinalist: 1987, 1989, 1990
- 3 × Intertoto Cup: 1989, 1990, 1991

Anmerkung: Der FC Swarovski Tirol beanspruchte auch die nationalen Titel seines Vorgängervereins, der mit "seiner" Lizenz diese erworben hatte, für sich. Diese Titelgewinne sind kursiv abgedruckt.
 Torschützenkönige 
- 1989	Peter Pacult – 26 Tore
- 1991	Václav Daněk – 29 Tore
- 1992	Christoph Westerthaler – 17 Tore

## Europapokalbilanz
| Saison  | Wettbewerb                    | Runde         | Gegner                 | Gesamt    | Hin     | Rück    |
| ------- | ----------------------------- | ------------- | ---------------------- | --------- | ------- | ------- |
| 1986/87 | UEFA-Pokal                    | 1. Runde      | ZFKA Sredez Sofia      | 3:2       | 3:0 (H) | 0:2 (A) |
| 1986/87 | UEFA-Pokal                    | 2. Runde      | Standard Lüttich       | (a)4:4(a) | 2:1 (H) | 2:3 (A) |
| 1986/87 | UEFA-Pokal                    | 3. Runde      | Spartak Moskau         | 2:1       | 0:1 (A) | 2:0 (H) |
| 1986/87 | UEFA-Pokal                    | Viertelfinale | Turin Calcio           | 2:1       | 0:0 (A) | 2:1 (H) |
| 1986/87 | UEFA-Pokal                    | Halbfinale    | IFK Göteborg           | 1:5       | 1:4 (A) | 0:1 (H) |
| 1987/88 | Europapokal der Pokalsieger   | 1. Runde      | Sporting Lissabon      | 4:6       | 0:4 (A) | 4:2 (H) |
| 1988    | Intertoto-Cup                 | Gruppenphase  | Aarhus GF              | 4:3       | 1:0 (A) | 3:3 (H) |
| 1988    | Intertoto-Cup                 | Gruppenphase  | FK Rad                 | 3:4       | 1:4 (A) | 2:0 (H) |
| 1988    | Intertoto-Cup                 | Gruppenphase  | FC Carl Zeiss Jena     | 3:5       | 3:4 (H) | 0:1 (A) |
| 1989    | Intertoto-Cup                 | Gruppenphase  | Váci Izzó MTE          | 1:0       | 0:0 (A) | 1:0 (H) |
| 1989    | Intertoto-Cup                 | Gruppenphase  | FC Etar Veliko Tarnovo | 5:2       | 1:2 (A) | 4:0 (H) |
| 1989    | Intertoto-Cup                 | Gruppenphase  | AC Bellinzona          | 9:3       | 5:3 (A) | 4:0 (H) |
| 1989/90 | Europapokal der Landesmeister | 1. Runde      | Omonia Nikosia         | 9:2       | 6:0 (H) | 3:2 (A) |
| 1989/90 | Europapokal der Landesmeister | 2. Runde      | Dnepr Dnepropetrowsk   | 2:4       | 0:2 (A) | 2:2 (H) |
| 1990    | Intertoto-Cup                 | Gruppenphase  | FC St. Gallen          | 2:3       | 1:2 (A) | 1:1 (H) |
| 1990    | Intertoto-Cup                 | Gruppenphase  | Slawia Sofia           | 6:1       | 2:0 (A) | 4:1 (H) |
| 1990    | Intertoto-Cup                 | Gruppenphase  | VfL Bochum             | 4:2       | 3:2 (A) | 1:0 (H) |
| 1990/91 | Europapokal der Landesmeister | 1. Runde      | Kuusysi Lahti          | 7:1       | 5:0 (H) | 2:1 (A) |
| 1990/91 | Europapokal der Landesmeister | 2. Runde      | Real Madrid            | 3:11      | 1:9 (A) | 2:2 (H) |
| 1991    | Intertoto-Cup                 | Gruppenphase  | Sportul Studențesc     | 8:1       | 6:0 (H) | 2:1 (A) |
| 1991    | Intertoto-Cup                 | Gruppenphase  | FC Lugano              | 3:3       | 2:1 (H) | 1:2 (A) |
| 1991/92 | UEFA-Pokal                    | 1. Runde      | Tromsø IL              | 3:2       | 2:1 (H) | 1:1 (A) |
| 1991/92 | UEFA-Pokal                    | 2. Runde      | PAOK Thessaloniki      | 4:0       | 2:0 (A) | 2:0 (H) |
| 1991/92 | UEFA-Pokal                    | 3. Runde      | FC Liverpool           | 0:6       | 0:2 (H) | 0:4 (A) |

Gesamtbilanz: 48 Spiele, 25 Siege, 7 Unentschieden, 16 Niederlagen, 92:72 Tore (Tordifferenz +20)